# Rivière (Indre i Loara)
Rivière – miejscowość i gmina we Francji, w Regionie Centralnym, w departamencie Indre i Loara.
Według danych na rok 1990 gminę zamieszkiwały 573 osoby, a gęstość zaludnienia wynosiła 157 osób/km² (wśród 1842 gmin Regionu Centralnego Rivière plasuje się na 624. miejscu pod względem liczby ludności, natomiast pod względem powierzchni na miejscu 1401.).